# Kim Soo-nyung
Kim Soo-nyung (Chungcheong Settentrionale, 5 aprile 1971) è un'ex arciera sudcoreana che con 6 medaglie vinte in 3 Olimpiadi è l'arciera più decorata della storia olimpica.

## Biografia
Kim Soo-nyung ha iniziato a tirare con l'arco all'età di 9 anni su consiglio di uno dei suoi insegnanti che aveva notato il suo braccio piuttosto lungo. Dopo un anno di allenamenti nel doposcuola Kim ha partecipato alla sua prima gara regionale vincendo l'argento.
Dall'età di 13 anni ha iniziato a svolgere allenamenti più intensi, arrivando a trascurare lo studio, che le hanno permesso di entrare a far parte della squadra nazionale a 16 anni e di battere un record mondiale dai 30 metri durante il torneo COQ France 1987, precursore della Coppa del mondo.
L'anno successivo ha fatto il suo debutto olimpico alle Olimpiadi di Seul del 1988. Nella gara individuale femminile Kim ha vinto l'oro superando di 12 punti la connazionale Wang Hee-kyung, mentre al terzo posto si è piazzata l'altra coreana, Yun Young-sook. Nella successiva gara a squadre femminile Kim e le sue compagne hanno dominato la gara arrivando all'oro con 30 punti di distacco dal team indonesiano.
Nel 1989 e nel 1991 Kim ha visto i Campionati del mondo di tiro con l'arco, guadagnandosi il soprannome di "Vipera" per la sua strabiliante abilità. Come dichiarò in seguito il nomignolo non le dispiaceva perché "faceva credere alla gente che fossi ancora più forte di quello che ero!"

## Carriera
Nel 1992 all'Olimpiade di Barcellona ha giocato la finale del 2 agosto contro la connazionale Cho Youn-jeong perdendo per 7 punti. Nella gara a squadre il team coreano, vinto lo spareggio ai quarti contro la Svezia grazie ad un tiro da 10 di Kim, ha ottenuto l'oro battendo prima la Francia e poi la Cina.
All'età di 21 anni Kim Soo-nyung ha deciso di ritirarsi per mettere su famiglia. Sposatasi nel 1994, ha avuto una figlia nel 1995 e un figlio nel 1999. In quello stesso anno uno dei produttori coreani le ha proposto di lavorare con loro. Dopo 6 anni di inattività Kim ha deciso di riprovare ad allenarsi, lavorando ancora più duramente di prima. Ha partecipato ad una gara nazionale arrivando al decimo posto e questo le ha confermato di avere il potenziale per poter continuare. Dopo 8 mesi di duro allenamento ha guadagnato la partecipazione olimpica.
Alle Olimpiadi di Sydney del 2000 Kim si è scontrata nella semifinale dell'individuale contro la connazionale Yun Mi-jin, di 12 anni più giovane, perdendo per 2 punti, ma vincendo poi la sfida per la medaglia di bronzo contro la nordcoreana Choe Ok-sil. Nella successiva gara a squadre il team coreano ha vinto l'oro olimpico per la quarta volta consecutiva.
Nel 2011 Kim Soo-nyung è stata proclamata "l'arciera del 20º secolo" dalla Federazione Internazionale di Tiro con l'Arco (FITA).

## Palmarès
- Giochi olimpici

Seoul 1988: oro nella gara a squadre e nell'individuale
Barcellona 1992: oro nella gara a squadre e argento nell'individuale
Sydney 2000: oro nella gara a squadre e bronzo nell'individuale
- Campionati mondiali di tiro con l'arco

Losanna 1989: oro nella gara a squadre e nell'individuale
Cracovia 1991: oro nella gara a squadre e nell'individuale
- Giochi asiatici

Pechino 1990: bronzo nell'individuale.